# AllianceOrchestret

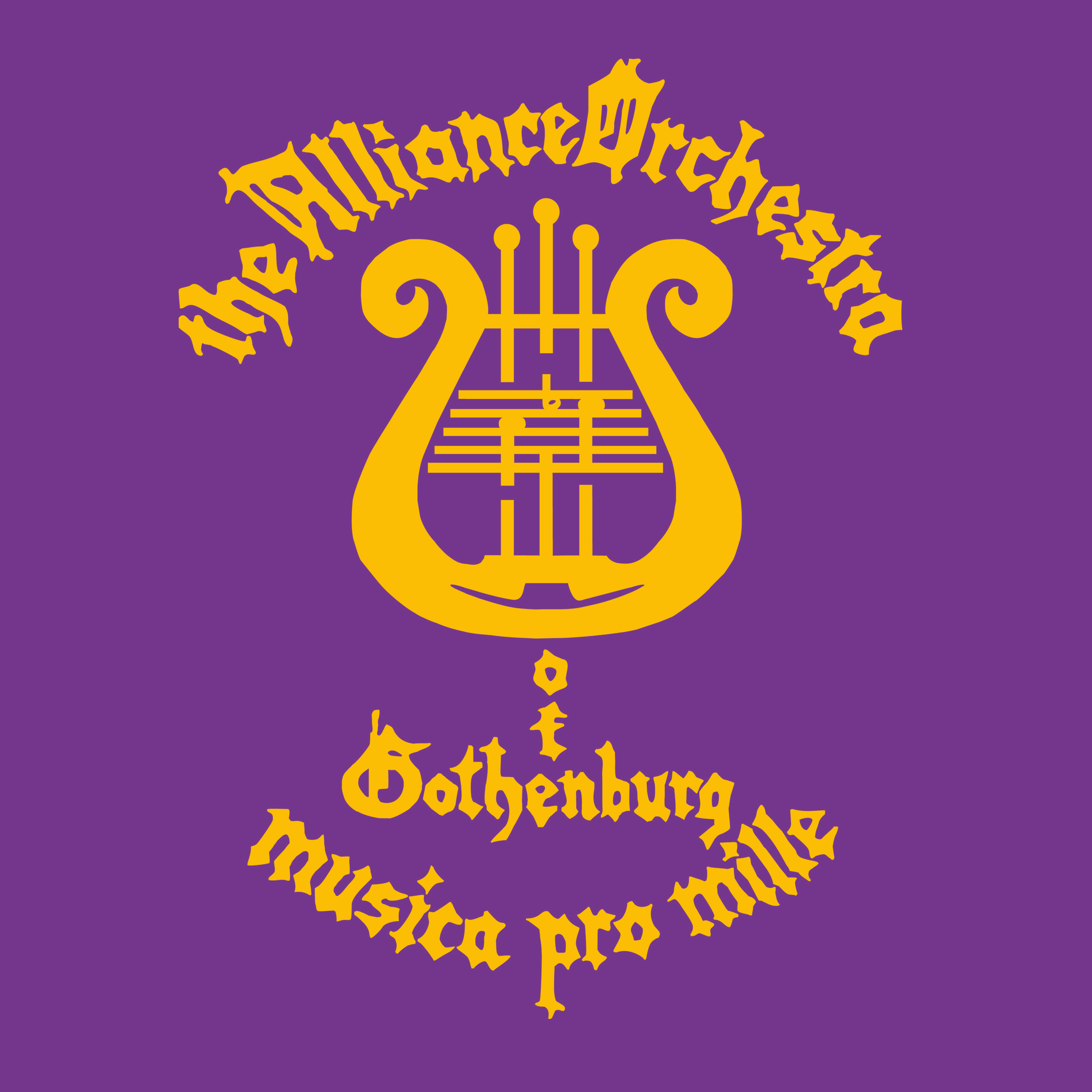
AllianceOrchestrets logotyp

AllianceOrchestret, eller the Alliance Orchestra of Gothenburg, är en studentorkester vid Chalmers tekniska högskola. Orchestret bildades 1948 av några medlemmar i Teknologföreningen C.S. I januari 2024 blev föreningen medlem i Chalmers studentkår. 
Orkesterns repertoar består av marscher samt danslåtar till vilka Chalmersbaletten dansar. Musiken varvas och kombineras med gückel och uppträdande av olika slag. Orkestermedlemmarna är vid framträdanden klädda i svarta frackar prydda med märken och medaljer samt tokroliga hattar.

## Chalmersbaletten
Chalmersbaletten är en showdansgrupp från Chalmers Studentkår bildad 1963. Gruppen uppträder ensamma eller tillsammans med Allianceorchestret. 
Chalmersbaletten består av ett glatt gäng studenter, tjejer och killar, som alltid stormar scenen med glitter, tjut och ofta nätstrumpebeklädda ben. 
Danserna som framförs är såväl klassiska danser som Can-Can och Charleston, som nyare och egenkoreograferade danser. Ny koreografi tillkommer regelbundet och skapas oftast av balettens egna medlemmarna.
Chalmersbaletten ses även marschera i bland annat Cortègen samt på Studentorkesterfestivalerna i Uppsala och Linköping.
Tillsammans benämns de båda föreningarna som Balliancen, och dess medlemmar som Ballianceare. 

## Diskografi
- Concerto Grosso och Rönnerdahl (78a, 1953)
- Triumfmarsch och andra valser (78a, 1955)
- Potpurri ur OP, Carmen (78a, 1957)
- Musica Pro Mille (EP, 1964)
- Musica Pro Mille (EP, 1967)
- Musica Pro Mille (LP, 1971)
- Drömmen i skogen (LP, 1977)
- Marschgoa låtar (LP, 1981)
- Är det Chalmers? Ja ni är roliga! (EP, 1983)
- Alliancen...tar sig vatten över huvudet (LP, 1987)
- Alliancens samplade verk (CD, 1993)
- 50-åringen (CD, 1998)
- Purple People - Golden Days (CD, 2003)
- Alliancen On line (CD, 2008)
- PAOS - Pensionerade Allianceares Otympliga Spel (CD, 2013)
- På turné (CD, 2018)
- Alliancen Skjuter Från Höften (LP, 2024)